# 山崎彰三
山崎 彰三（やまざき しょうぞう、1948年9月12日 - 2024年8月30日）は、日本の公認会計士。監査法人トーマツ代表社員や、日本公認会計士協会会長、東北大学大学院教授等を歴任した。

## 人物・経歴
宮城県仙台市生まれ。宮城県仙台第一高等学校を経て、東北大学経済学部に進学。1970年公認会計士第二次試験合格、等松・青木監査法人仙台事務所入所。1972年東北大学経済学部卒業。1974年公認会計士登録。1983年ペンシルベニア大学ウォートン・スクール・ウォートン・インターナショナル・アドバンスト・マネジメント・プログラム修了。1984年等松・青木監査法人社員。1991年監査法人トーマツ代表社員。日本公認会計士協会会長。2014年東北大学会計大学院教授。2015年東北大学ベンチャーパートナーズ監査役、荏原製作所監査役、地域経済活性化支援機構監査役。2017年三井住友フィナンシャルグループ取締役。2018年、旭日中綬章受章。
2024年8月30日、死去した。75歳没。死没日付をもって正五位に叙された。